# Strykowo

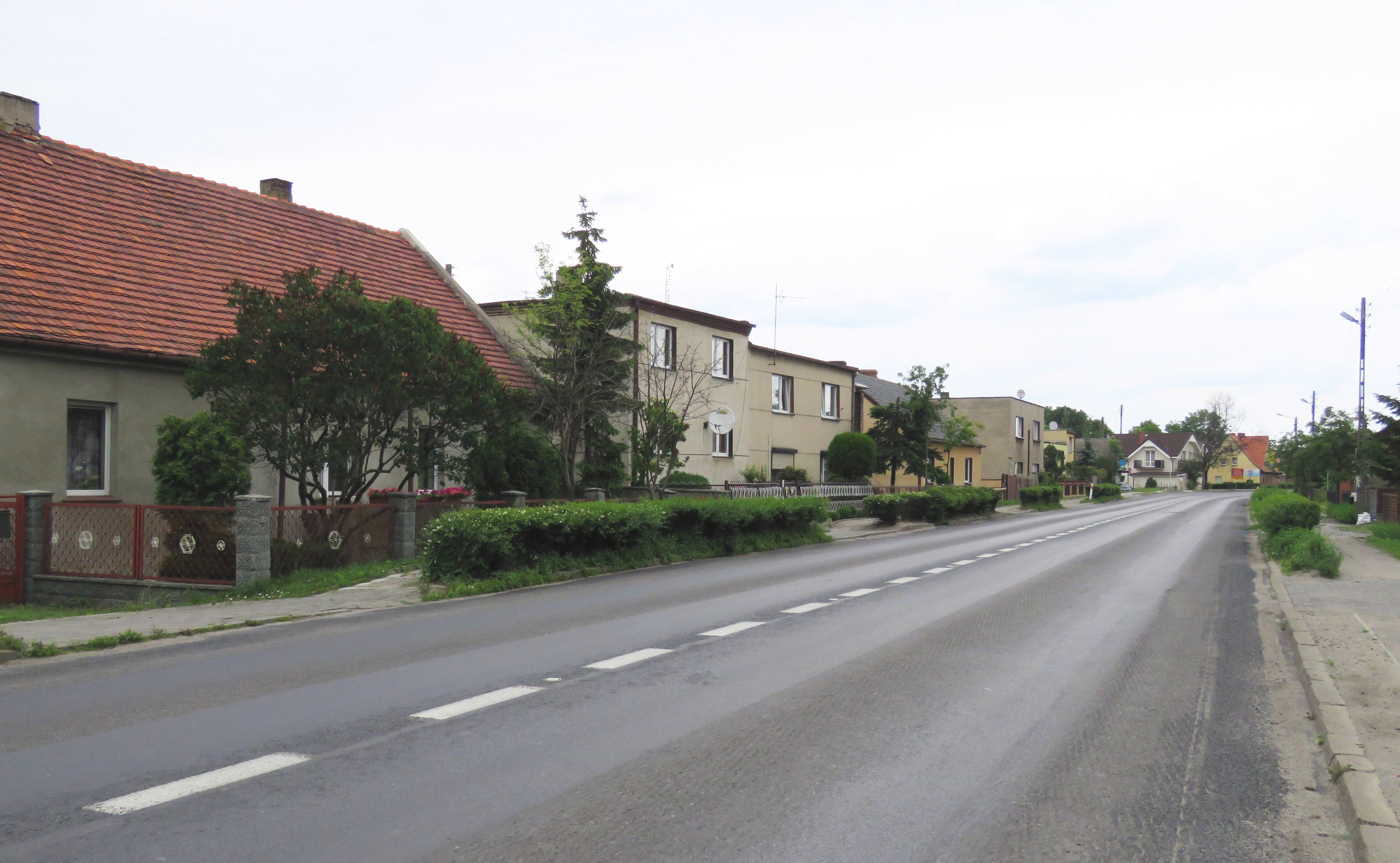

Strykowo – wieś w Polsce położona w województwie wielkopolskim, w powiecie poznańskim, w gminie Stęszew. Strykowo leży na terenie Pojezierza Poznańskiego.

## Położenie, historia i komunikacja
Największa wieś w gminie. Niegdyś miejscowość znana jako Stryków. Położona nad Jeziorem Strykowskim, ok. 6 km na pd.-zach. od Stęszewa. Strykowo na pewno istniało w 1580 roku. Wieś położona była w 1580 roku w powiecie kościańskim województwa poznańskiego. Przynajmniej od XV do XVII w. własność Korzbok-Strykowskich, później Skaławskich. W XIX wieku przeszło na własność von Treskowów. Pod koniec XIX wieku liczyło 33 domów i 268 mieszkańców, katolików z wyjątkiem trzech. W latach 1975–1998 miejscowość położona była w województwie poznańskim.
Przez wieś przebiega droga krajowa nr 32. W sierpniu 2024 w ciągu tej drogi krajowej otwarto obwodnicę Strykowa o dł. 3 km.
We wsi znajduje się stacja kolejowa Strykowo Poznańskie, położona na linii kolejowej z Lubonia (Poznania) do Wolsztyna, którą kursują planowo m.in. parowozy z Parowozowni Wolsztyn. Do lat 50. XX w. Strykowo było punktem stycznym wąskotorowej kolei folwarcznej z Modrza.
We wsi znajdował się zakład produkcyjny Herbapolu, który w latach 90. XX wieku utrzymywał też miejscowy pałac.
W 1928 we wsi urodził się Edmund Sterna, ps. „Mściciel” – działacz polskiego podziemia niepodległościowego, bosman Marynarki Wojennej, członek Polskiej Organizacji Podziemnej „Wolność”.

## Zabytki
Tuż przy Jeziorze Strykowskim znajduje się zabytkowy neogotycki pałac z 1900 roku z parkiem o pow. 10,4 ha.

## Szkoła Podstawowa
Szkoła powstała 3 kwietnia 1876 r. Od 1972 r. mieści się w dwóch budynkach. W tym oddanym do użytku w 1972 r. znajduje się Szkoła Podstawowa. Od 31 maja 1986 r. szkoła nosi imię Janusza Korczaka, a od 1997 r. posiada swój sztandar.

## Kościół
We wsi znajduje się kościół Parafii Rzymskokatolickiej pw. św. Maksymiliana Marii Kolbego. Parafia została erygowana  lipca 1979 przez ks. abpa Jerzego Strobę.